# Chiesa di Santa Maria e Sant'Etelberto
La chiesa di Santa Maria e Sant'Etelberto (in inglese Church of St. Mary and St. Ethelbert) è la parrocchiale anglicana che si trova a Luckington, villaggio e parrocchia civile della contea del Wiltshire nel Sud Ovest dell'Inghilterra. Il luogo di culto risale al XII secolo, rientra nella diocesi di Bristol ed è considerato un monumento classificato di prima categoria per il suo particolare interesse storico e architettonico.

## Storia

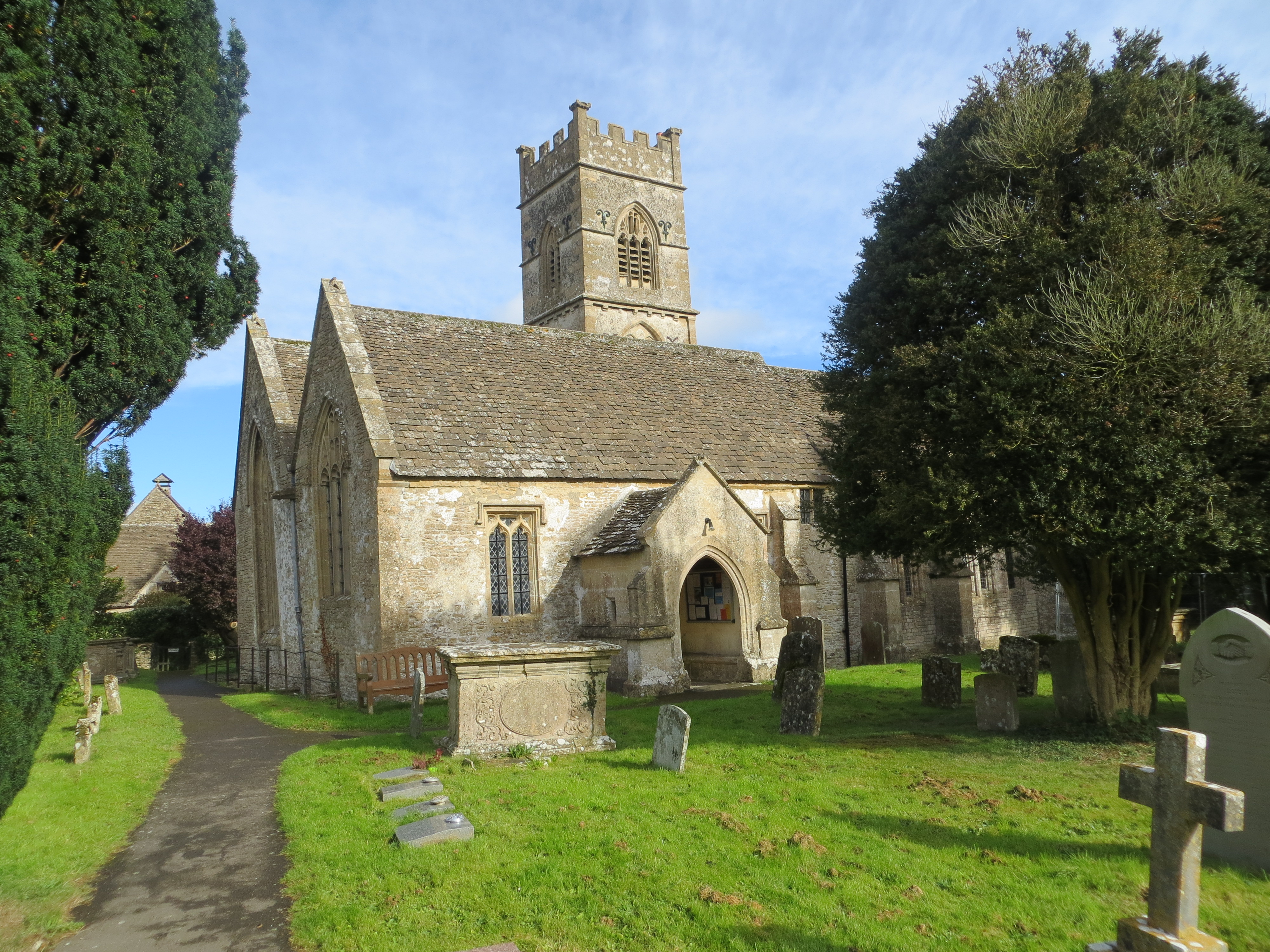
Chiesa di Santa Maria e Sant'Etelberto col suo cimitero

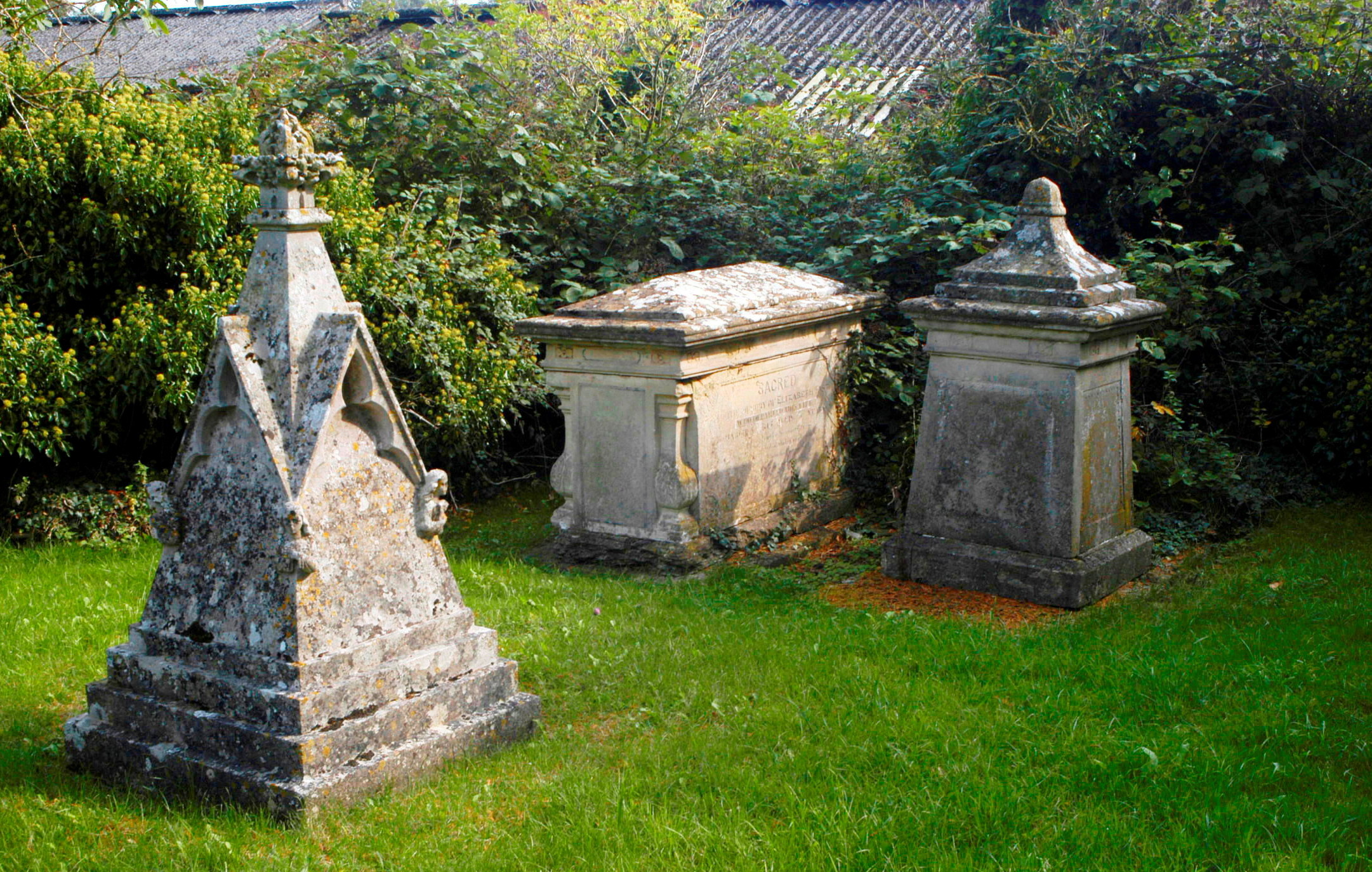
Particolare del cimitero accanto alla chiesa

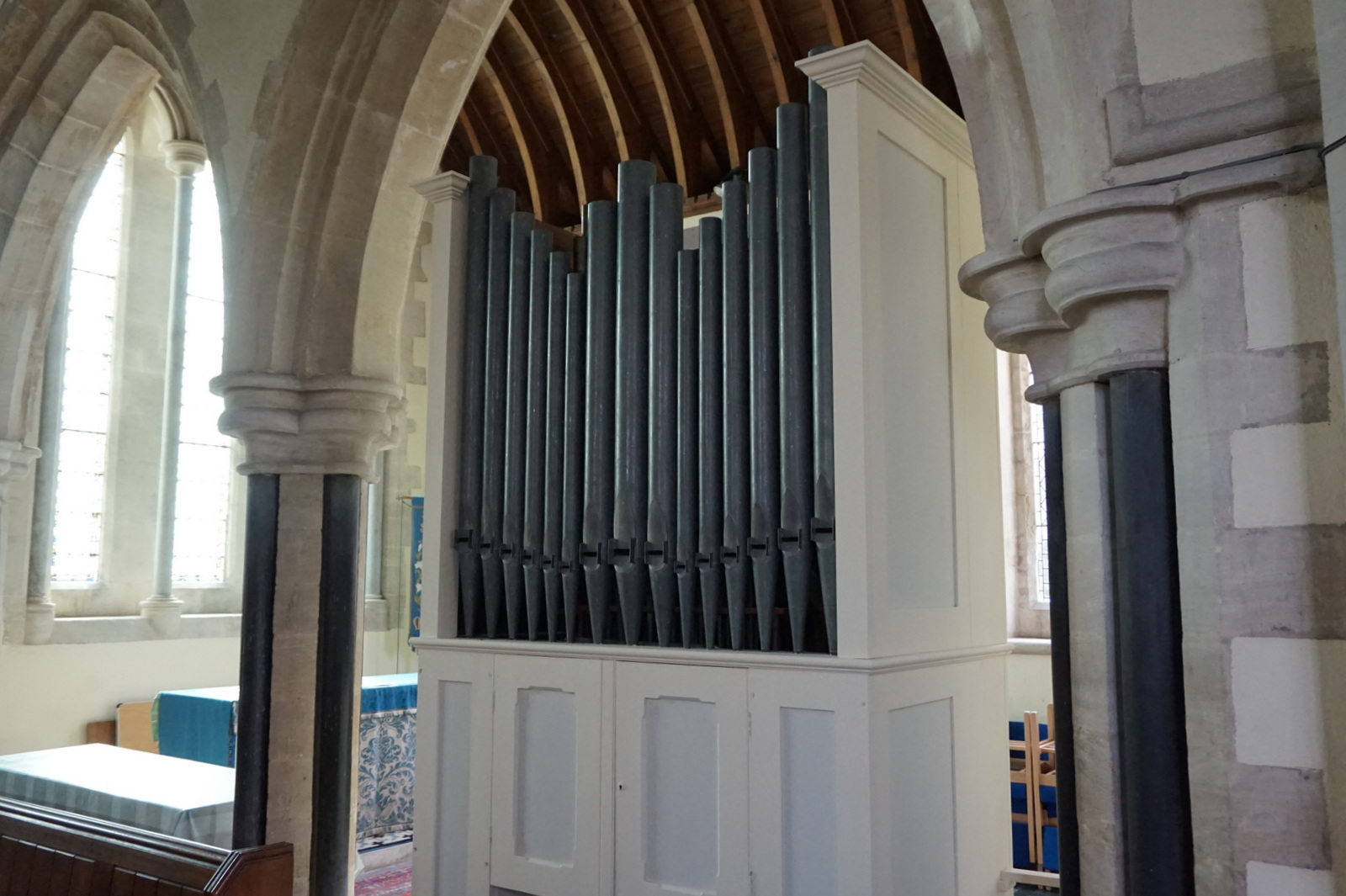
Organo a canne nella sala della chiesa

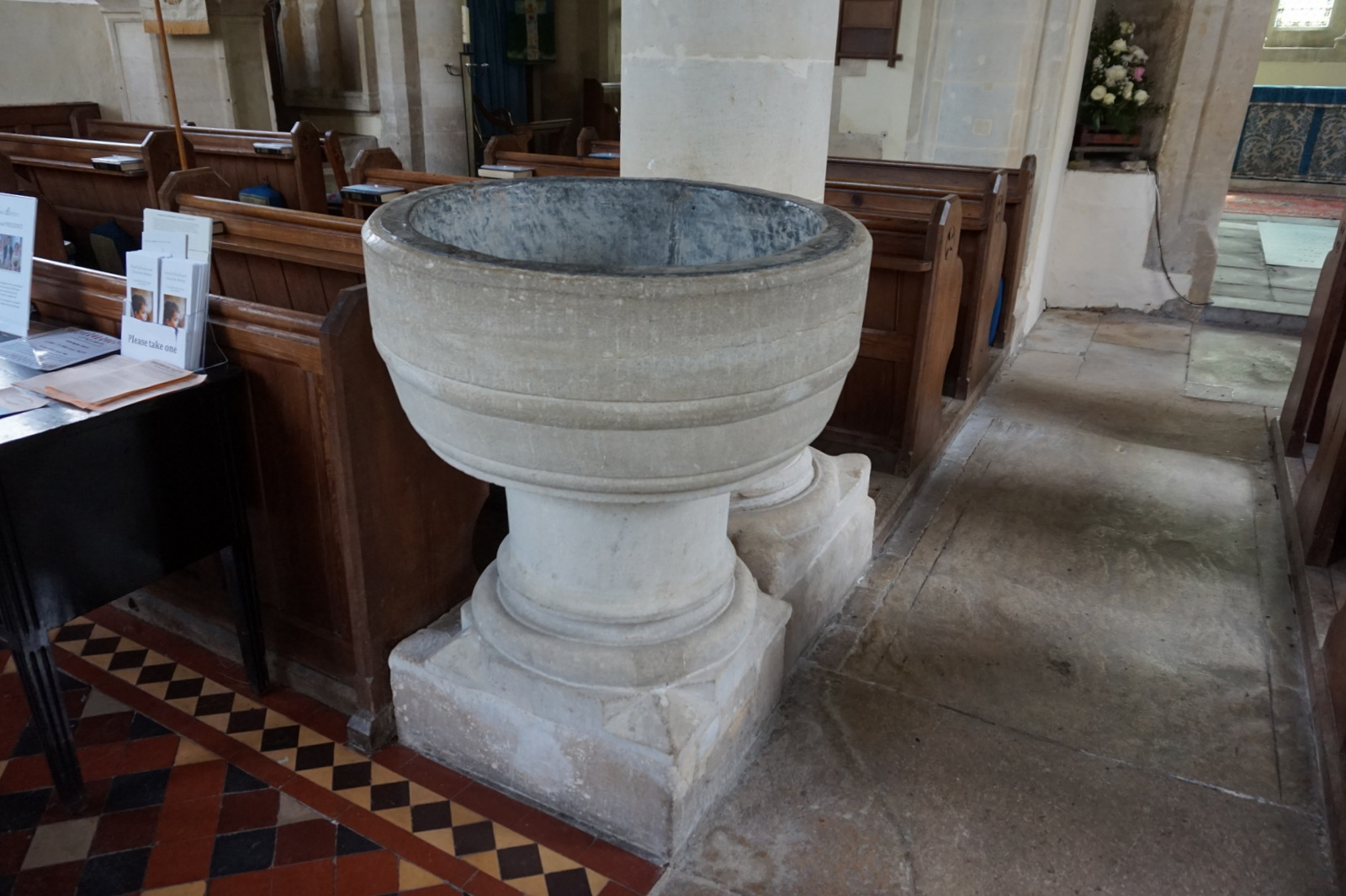
Fonte battesimale

La chiesa parrocchiale anglicana di Luckington si pensa risalga al XII secolo. La torre venne innalzata nel XIII secolo. Nel XV secolo ci furono molti lavori di riparazione e ricostruzione con modifiche alle pareti e alla navata e la maggior parte delle finestre risale anch'essa a quel periodo. Il portico nord è georgiano e ci fu un ulteriore ampio restauro nel XIX secolo, intrapreso da Sir Arthur Blomfield. Tra il maggio 2017 e il febbraio 2018 sono stati realizzati lavori la riparazione del tetto.

## Descrizione
L'English Heritage ha inserito dal 28 ottobre 1959 la chiesa di Santa Maria e Sant'Etelberto di Luckington tra gli edifici storici come monumento classificato di prima categoria col numero 1199767. La chiesa appartiene alla diocesi di Bristol.

### Esterni
La chiesa sorge nella parte orientale di Luckington, villaggio della contea del Wiltshire nel Sud Ovest dell'Inghilterra. Si trova a breve distanza da Luckington Court e fa parte di un complesso architettonico di particolare interesse. Il portico nord è georgiano. La torre, che risale al XIII secolo, si alza su quattro piani e si conclude con una balaustra merlata con piccoli pinnacoli ai lati. Nella sua cella vi sono 4 campane, una delle quali è ritenuta una delle più antiche della nazione, essendo stata fusa nel 1520.

### Interni
La sala è di grandi dimensioni. Il presbiterio e la cappella laterale all'interno della chiesa furono completamente ricostruiti nel XIX secolo. Le vetrate policrome delle finestre raffigurano santa Maria e Sant'Etelberto, ai quali è dedicata la chiesa. All'interno, sulla parete nord della chiesa, c'è un'incisione col testo del Padre Nostro risalente al 1663. I punti di maggior interesse architettonico sono le arcate della navata del XII secolo che poggiano su colonne normanne con capitelli scolpiti, il grande fonte battesimale normanno che è estremamente grande con il ctaino che misura 27 pollici di diametro e un tempo era chiuso contro le streghe, l'antico pulpito in pietra, e le vetrate. Nel 1872 il presbiterio e la cappella laterale all'interno della chiesa furono completamente ricostruiti.

## Nella cultura di massa
La chiesa di Santa Maria e Sant'Etelberto e la vicina Luckington Court sono state utilizzate per girare varie scene della serie TV della BBC del 1995 Orgoglio e pregiudizio.